# Seria 50.100
50.100 este o serie de locomotive românești folosite pentru tracțiunea trenurilor de marfă.

## Istorie
Prima locomotivă a seriei 50.100 a fost construită în anul 1926 de către Uzinele Reșița a purtat numele „Regele Ferdinand” și a fost numerotată 50.243.
La rândul ei Uzina Malaxa construiește în 1928 locomotivă 50.340 purtând numele „Regele Mihai”.
In 1936 se lansează comanda pentru seria 50.100 cu distribuție Lentz si viteza sporită la 70 km/h.
Un total de 261 de locomotive au fost livrate în anii 1926-1944 de Uzinele Reșița și 259 locomotive în anii 1929-1940 de Uzinele Malaxa.